# Dov'è la libertà...?
Dov'è la libertà...? è un film commedia del 1954, diretto da Roberto Rossellini.

## Trama
Poco dopo la fine della Seconda guerra mondiale, Salvatore Lo Jacono, un modesto barbiere, esce di galera dopo aver scontato una lunga pena per aver ucciso un suo amico che gli insidiava la moglie. Purtroppo l'uomo non sa dove andare ma, dopo qualche vicissitudine e contro ogni sua aspettativa, viene accolto dai parenti della moglie, ormai defunta. Salvatore pian piano viene a scoprire che la famiglia che lo ha accolto si è arricchita con i beni rubati ad una famiglia di ebrei deportati nei lager dai nazisti, che la sua defunta moglie e chi la "insidiava" erano amanti, e che la ragazza che gli avevano presentato, a servizio della famiglia, è incinta di un altro. Amareggiato e deluso dalla vita, pianificherà il suo ritorno in prigione.

## Produzione
Si tratta di uno dei film più travagliati della carriera di Totò, poiché, dopo aver girato soltanto alcune scene, Rossellini se ne disinteressò completamente, lasciandolo praticamente allo sbaraglio. L'opera fu di fatto completata solamente un anno dopo per merito di Mario Monicelli (sebbene lo stesso regista abbia poi smentito la cosa a Sebastiano Mondadori) e, per alcune scene, di Lucio Fulci, che cercarono di terminarne le riprese; pare poi che le inquadrature finali siano state invece girate da Federico Fellini. Ciononostante, una volta ultimata, la regia è stata comunque accreditata al solo Rossellini.
Il film nacque fondamentalmente come un esperimento, a conti fatti non andato a segno, dei produttori Carlo Ponti e Dino de Laurentiis per lanciare la figura di Totò sul mercato statunitense (dove i film neorealisti, specie quelli di Rossellini, erano riusciti all'epoca a ritagliarsi una buona fetta di pubblico, oltreché a guadagnarsi un'ottima considerazione critica) e rilanciare invece la carriera in Italia di Rossellini che, dopo gli insuccessi di Europa '51 e La macchina ammazzacattivi, s'era un po' offuscata agli occhi del pubblico.

## Altri tecnici
- Aiuto regista: Marcello Caracciolo Di Laurino, Luigi Giacosi